# Kratka strojnica
Kratka strojnica ili tzv. mašinka, (eng. Submachine gun  (SMG)) je automatska vrsta manje puške dizajnirana da puca pištoljske metke.
Mašinke su izumljene tijekom Prvog svjetskog rata (1914. – 1918.) za borbu po rovovima, jer su postrojbe trebale streljačko oružje koje bi bilo kompaktno i pogodno za rukovanje u tijesnim prostorima s mogućnošću otvaranja rafalne paljbe. U rovovskom ratu preciznost i učinkovit domet nisu bili od presudne važnosti. Vrhunac svog korištenja su imale tijekom Drugog svjetskog rata (1939. – 1945.) kada su se milijuni oružja ovog tipa proizvodili za vojnu uporabu, pogotovo za činove časnika i dočasnika. Kratke strojnice nisu u većini slučajeva zamijenile jurišne puške karabinskih-duljina s obzirom na njihovu superiornu moć i domet, dok i još neke specijalne postrojbe policijskih i vojnih službi koriste ih, u nekim zemljama. Poznato su SWAT (Special Weapons and Tactics, "Posebna naoružanja i Taktike" timovi ili specijalne policije), Britanska SAS grupa i druge vojne postrojbe posebnih desetina, u 1980-im i 90-im godinama. Neke specijalne postrojbe i pojedinci u njima izabiru si kratke strojnice kao dio svojeg naoružanja, potrebe ili preferencije. 
Nakon toga, posvojene su puške standardiziranih, srednjih kalibra poznati kao "intermediate" kao 5.56x45mm, 7.62x39mm, 5.45x39mm, i veliki kalibri za puške kao što su .308 Winchester ili 7.62x51mm, 7.62x54mmR, 8x57mm Mauser, .30-06 Springfield itd.  
Većina kratkih strojnica danas se koristi u malih broj zemlja, za civile i pogotovo u oružanim bandama i organiziranom kriminalu, zbog niskih cjena, lakše uporabe i težine. 

## Razvoj
S obzirom na to da su imale malo vremena za dokazivanje svojih vrijednosti u ratnim okolnostima, odnos pojedinih zemalja (odnosno njihovog vojno-političkog osnutka) prema kratkim strojnicama kao novoj vrsti streljačkog oružja, nakon I. svjetskog rata bio je vrlo različit. Njihovi prvi korisnici Talijani i Nijemci očito su shvatili njihovu perspektivnost i dalje su ih razvijali u okviru vlastitih mogućnosti. Pri tome, potrebno je napomenuti kako je Njemačka bila izrazito hendikepirana u svojoj vojnoj produkciji krajnje restriktivnim odredbama Versailleskog sporazuma. SAD su treća zemlja na svijetu koja je proizvela kratku strojnicu, ali ponajprije iz komercijalnih razloga, jer američke oružane snage nisu pokazale interes za to oružje praktički do početka II. svjetskog rata. Prvi Thompson razvijan je za potrebe rovovskog ratovanja, ali je prekasno "ugledao svjetlost dana" – u serijsku proizvodnju ušao je 1921. godine, a modificiran je 1928. pod oznakom Thompson M1928. S obzirom se vojska nije zanimala za njega, uveden je u naoružanje policije, međutim, daleko poznatiji i ozloglašeniji postao je kao oružje čikaških gangstera u vrijeme prohibicije. To oružje je obilježilo "divlje dvadesete" u Americi.  U svakom slučaju Thompson je bio iznimno kvalitetno oružje, jake čelične konstrukcije koja je zahtijevala kompliciranu strojnu obradu, što ga je činilo prilično skupim. Za razliku od većine kratkih strojnica 1. generacije, Thompson M1928 nije radio na uobičajenom načelu slobodnog trzanja zatvarača, već je rabio načelo tzv. usporenog djelovanja plinova na zatvarač, kod kojeg se trenjem dviju nagnutih ravni i inercijom mase plina zatvarač držao dovoljno dugo zatvorenim da pri opaljenju zrno napusti cijev prije trzanja zatvarača u zadnji položaj. Druga novost bio je bubanjski spremnik koji je mogao primiti 50 metaka. Bubanj je nastao vjerojatno zbog potrebe da se ima dovoljno streljiva tijekom rovovskih borbi, kada je uvelike smanjena mogućnost punjenja oružja. Po tim inovacijama Thompson je bio jedinstveno oružje tog vremena.

## Poznate kratke strojnice
- ERO, hrvatska strojnica proizvedena tijekom Domovinskog rata (1992.).
- Thompson, američki automat kojeg je 1919. izumio John T. Thompson.
- PPD-40 i PPŠ-41, popularne sovjetske strojnice iz Drugog svjetskog rata
- IMI Uzi, izraelska kratka strojnica/automatski pištolj, jedna od najprodavanijih strojnica u povijesti
- Heckler & Koch MP5, najčešće oružje postrojbi specijalne policije i ostalih taktičkih timova (GSG 9, SWAT, SAS itd.)
- MAC-10 i MAC-11, popularne strojnice imitirajući izgled i funkciju UZI strojnice, za tržište SAD-a.
- TEC-9, poluautomatsko oružje kalibra 9x19mm Parabellum te je prema američkoj agenciji ATF u SAD-u klasificirano kao pištolj.
- MP-18, popularnoga naziva Šmajser (Schmeisser), smatra se prvom kratkom strojnicom ikada.
- MP40, popularnoga naziva Šmajser (Schmeisser), najpoznatija njemačka strojnica iz Drugog svjetskog rata.